# Miłakowo
Miłakowo (dawniej Libsztat, niem. Liebstadt) – miasto w woj. warmińsko-mazurskim, nad rzeką Miłakówką, w powiecie ostródzkim, siedziba gminy miejsko-wiejskiej Miłakowo. 
Miłakowo leży na obszarze dawnej Pogezanii, we wschodniej części historycznych Prus Górnych zwanej Hockerlandią, a także bywa zaliczane do (szeroko rozumianego) Powiśla. Uzyskało lokację miejską przed 1315 rokiem, zdegradowane w 1945 roku, ponowne nadanie praw miejskich w 1998 roku.
W latach 1945–46 miejscowość nosiła nazwę Lubieniewo, Lubieniów, Lubomino.
Według danych GUS z 1 stycznia 2024 r. Miłakowo liczyło 2399 mieszkańców.

## Historia
Miłakowo zostało założone w 1302 jako podgrodzie zamku krzyżackiego. Założycielem zamku i podgrodzia był Henryk von Liebenzell. Od jego nazwiska pochodziła zapewne pierwotna nazwa osiedla – Liebstadt, która pojawia się w dokumencie z roku 1315, w 1323 jest wymieniane jako miasto, w 1360 wybudowano mury miejskie z basztami dwiema bramami miejskimi: Dolną i Królewiecką. Nie jest znany zakres pierwotnych praw miejskich Miłakowa. Wielki mistrz Hans von Tieffen potwierdził i poszerzył prawa miejskie w 1490 r.

Akt oddania się stanów pruskich Koronie Królestwa Polskiego, 1454, Archiwum Główne Akt Dawnych

W 1440 miasto przystąpiło do antykrzyżackiego Związku Pruskiego, na prośbę którego w 1454 król Kazimierz IV Jagiellończyk ogłosił wcielenie regionu do Królestwa Polskiego. Od 1466 część Królestwa Polskiego jako lenno w rękach Zakonu krzyżackiego. W czasie wojny polsko-krzyżackiej Miłakowo było oblegane i zajęte przez wojska polskie. Pod panowaniem Zakonu Miłakowo pozostało do 1525 r., potem należało do Prus Książęcych, pozostających lennem polskim. W czasie potopu szwedzkiego miasto zniszczyli Szwedzi (1659 r.). W 1807 przez miasto przemaszerowały wojska napoleońskie. W dniach 18-21 lutego 1807 na plebanii w Miłakowie kwaterował cesarz Francuzów Napoleon Bonaparte. W 1817 miasto znacząco ucierpiało wskutek pożaru.
W 1945 r. miasto zostało zniszczone w około 50% i utraciło prawa miejskie. W okresie Polski Ludowej powstała roszarnia lnu, wytwórnia wód gazowanych, pracowały piekarnia, młyn i mleczarnia. W latach 1975–1998 administracyjnie należało do województwa olsztyńskiego. W roku 1973 jako wieś należało do powiatu morąskiego. Prawa miejskie odzyskało 1 stycznia 1998 roku. W latach 1954–1972 wieś należała i była siedzibą władz gromady Miłakowo. W okresie 1945–1954 oraz 1973-1998 wieś gminna.

## Demografia
| Dane historyczne | Dane historyczne | Dane historyczne |
| Rok              | Ludność          | Zm., %           |
| ---------------- | ---------------- | ---------------- |
| 1871             | 2394             | –                |
| 1880             | 2441             | 2%               |
| 1890             | 2254             | −7,7%            |
| 1900             | 2127             | −5,6%            |
| 1910             | 1926             | −9,4%            |
| 1925             | 2251             | 16,9%            |
| 2010             | 2692             | 19,6%            |
| [ 13 ] [ 14 ]    |                  |                  |

Piramida wieku mieszkańców Miłakowa w 2014 roku.

## Zabytki
- Kościół parafialny pw. św. Elżbiety i św. Wojciecha, wybudowany w stylu gotyckim w latach 1360-1380, wieża pochodzi z przełomu XIV i XV w. Kościół był odrestaurowany na początku XX w. Ołtarz główny neogotycki, w bocznych nawach drewniane empory.
- Fragmenty murów obronnych z XIV w.
- Kościół parafialny pw. Podwyższenia Krzyża Świętego z lat 1860-1869
- Ruiny zamku krzyżackiego (ostatecznie zniszczony w 1807 r.) – zachowały się jedynie piwnice
- Zespół młyna z XVIII-XIX w.
- Wieża ciśnień
- Zabudowa małomiasteczkowa z końca XVIII w., XIX w. i początków XX w. o skromnych cechach barokowo-klasycystycznych (budynki przy ul. Morąskiej, Katowickiej)[16].
- Cmentarze, sięgające XIX w.: rzymskokatolicki, ewangelicki i żydowski.

## Galeria

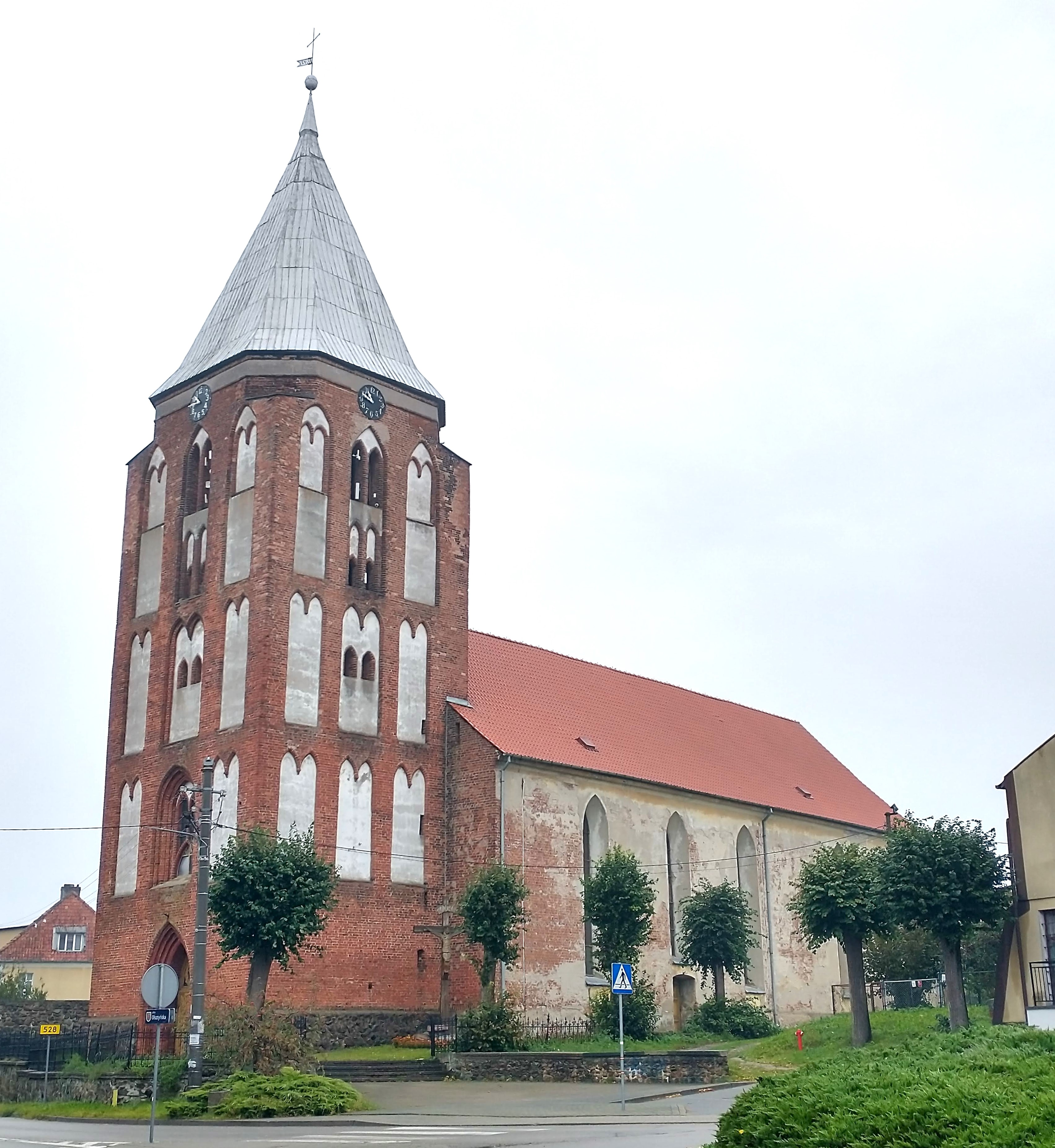
Kościół św. Elżbiety i św. Wojciecha
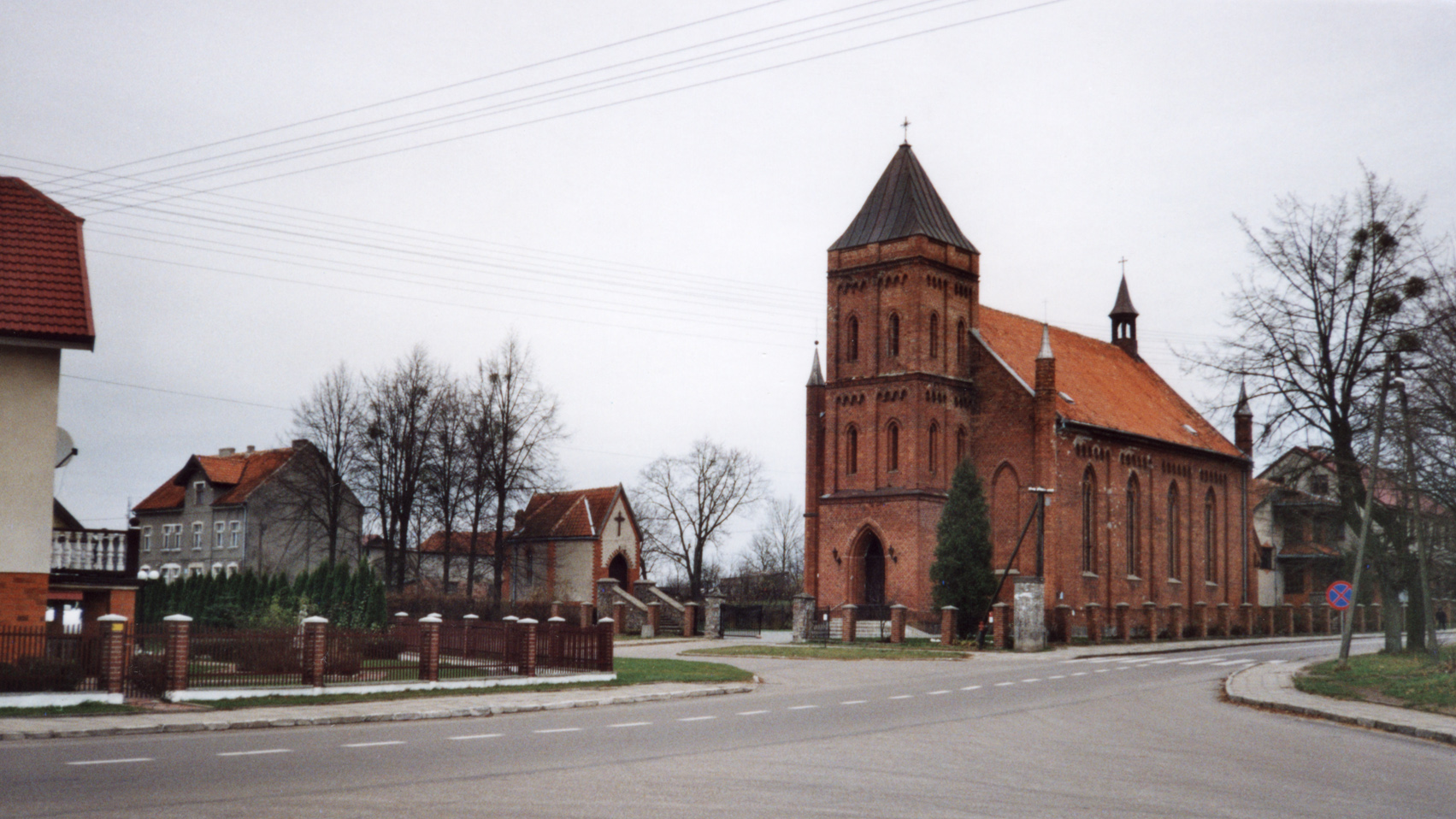
Kościół Podwyższenia Krzyża Świętego
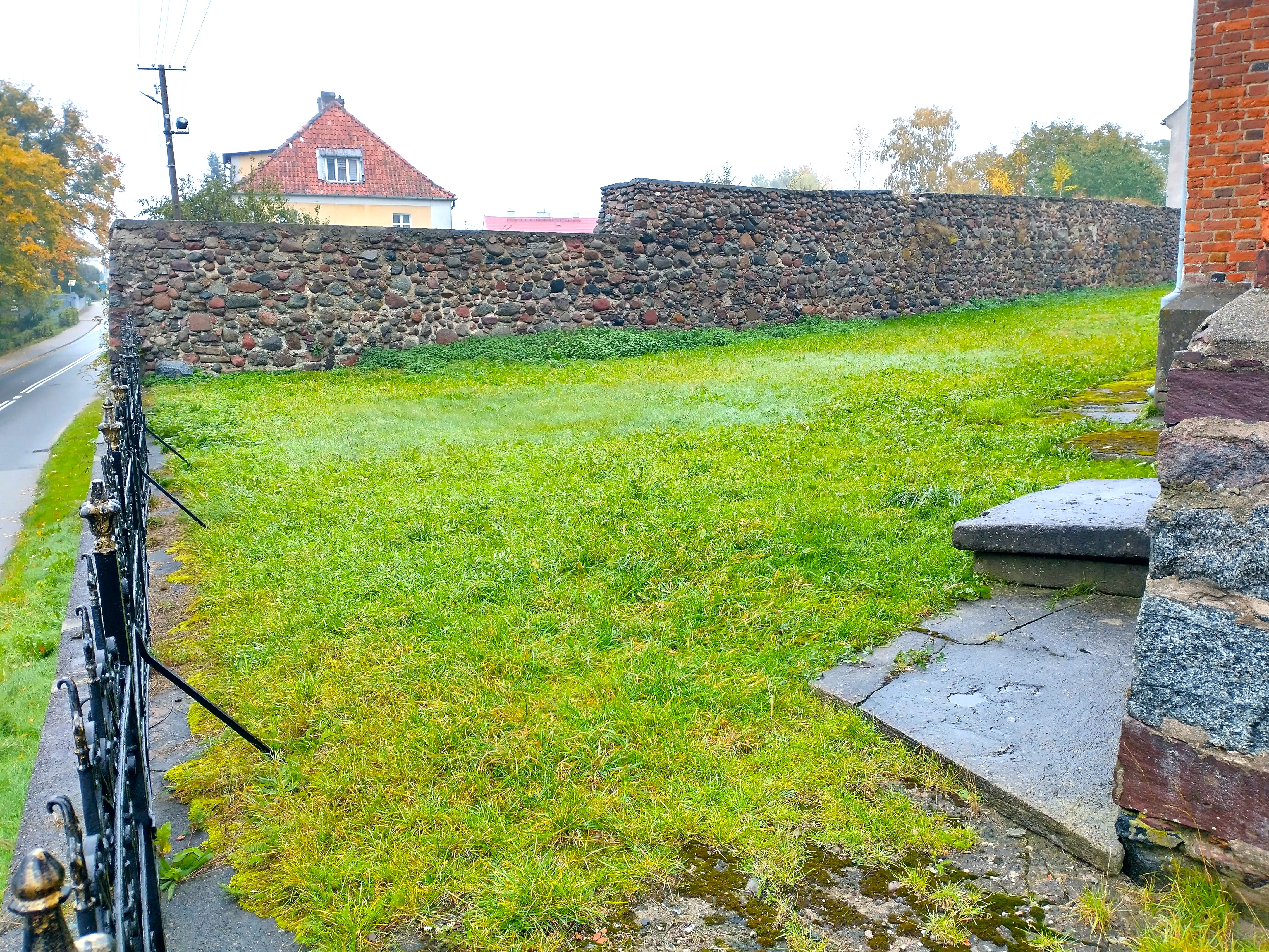
Mury obronne
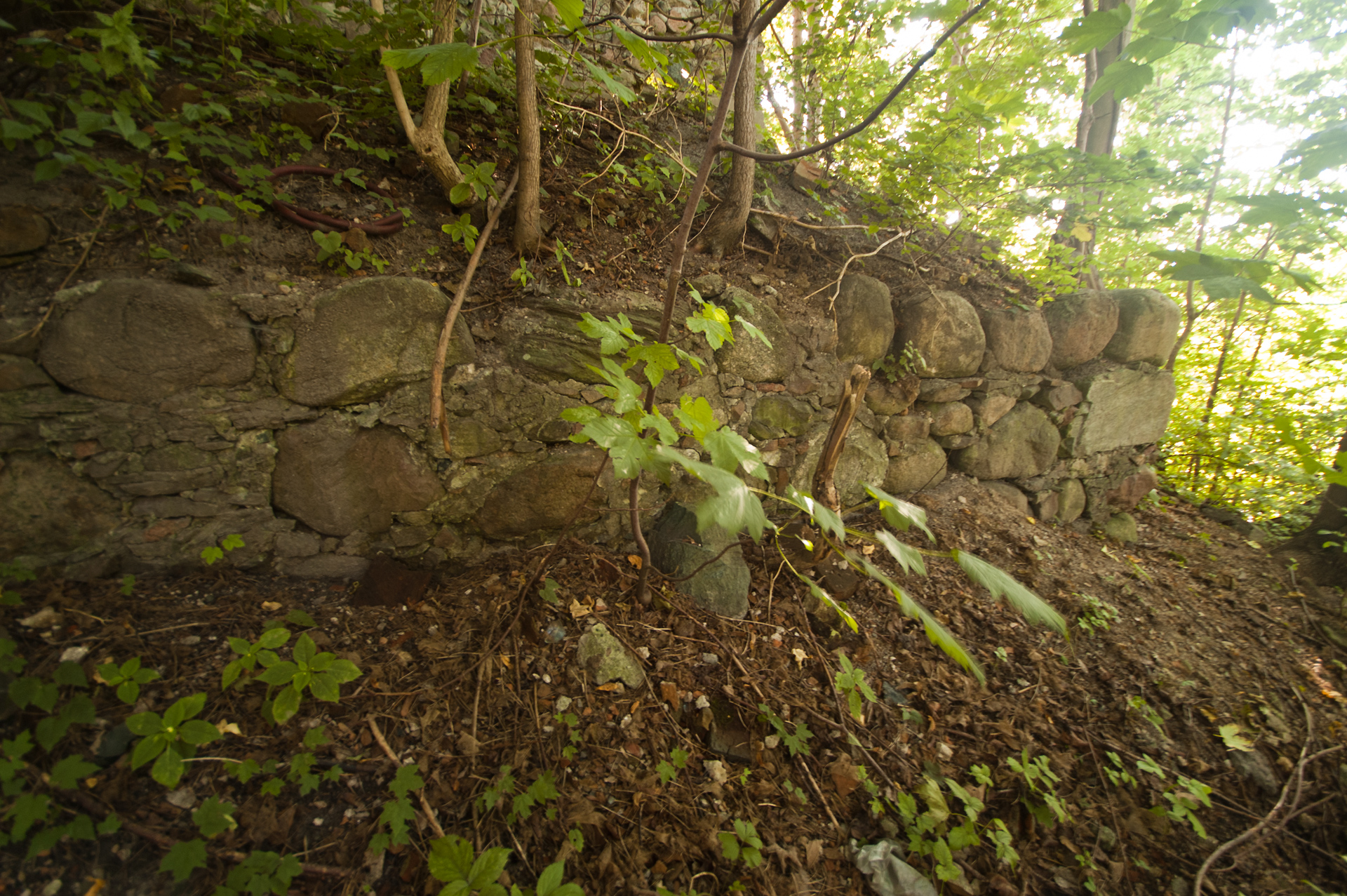
Pozostałości zamku
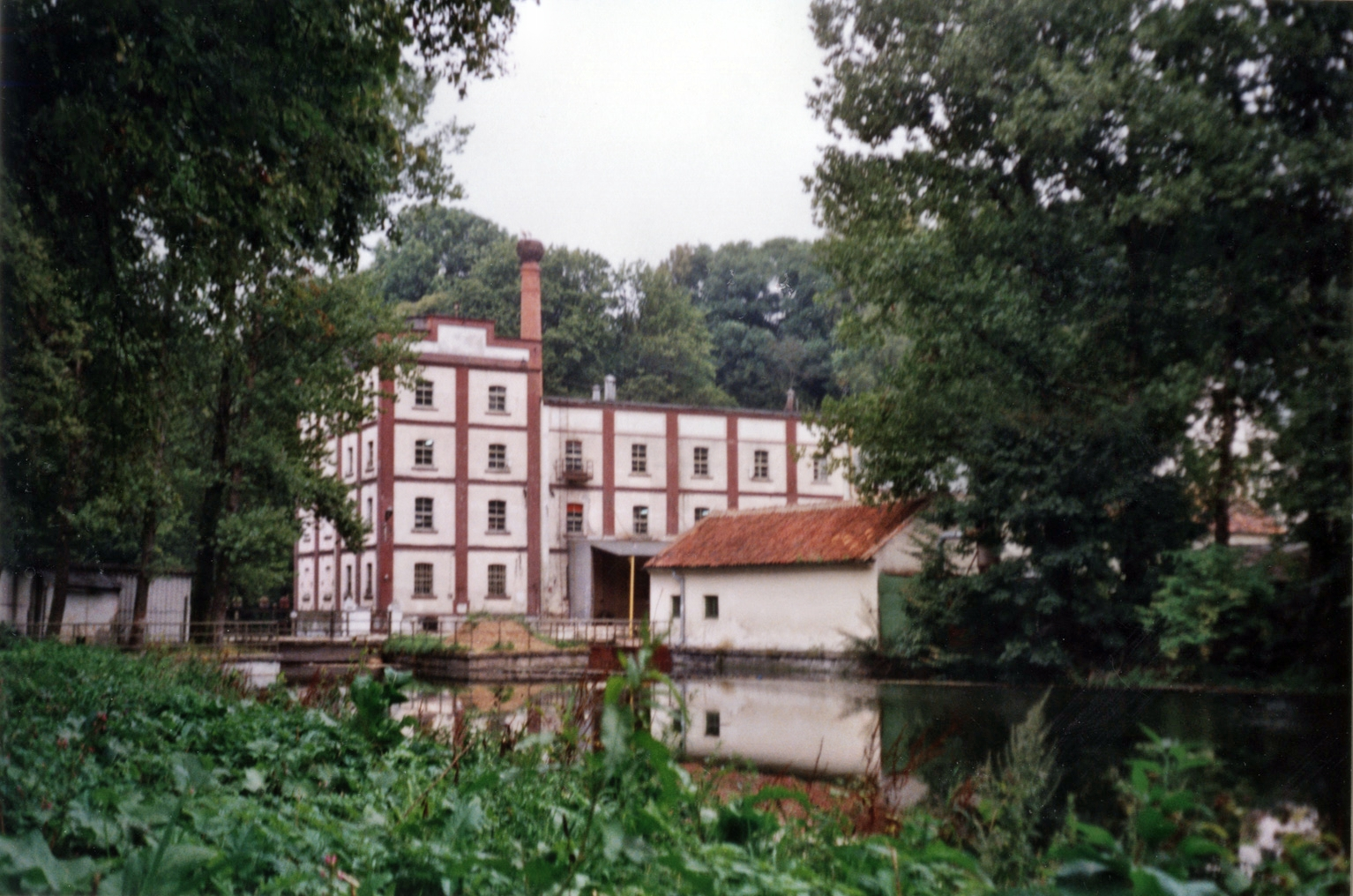
Młyn
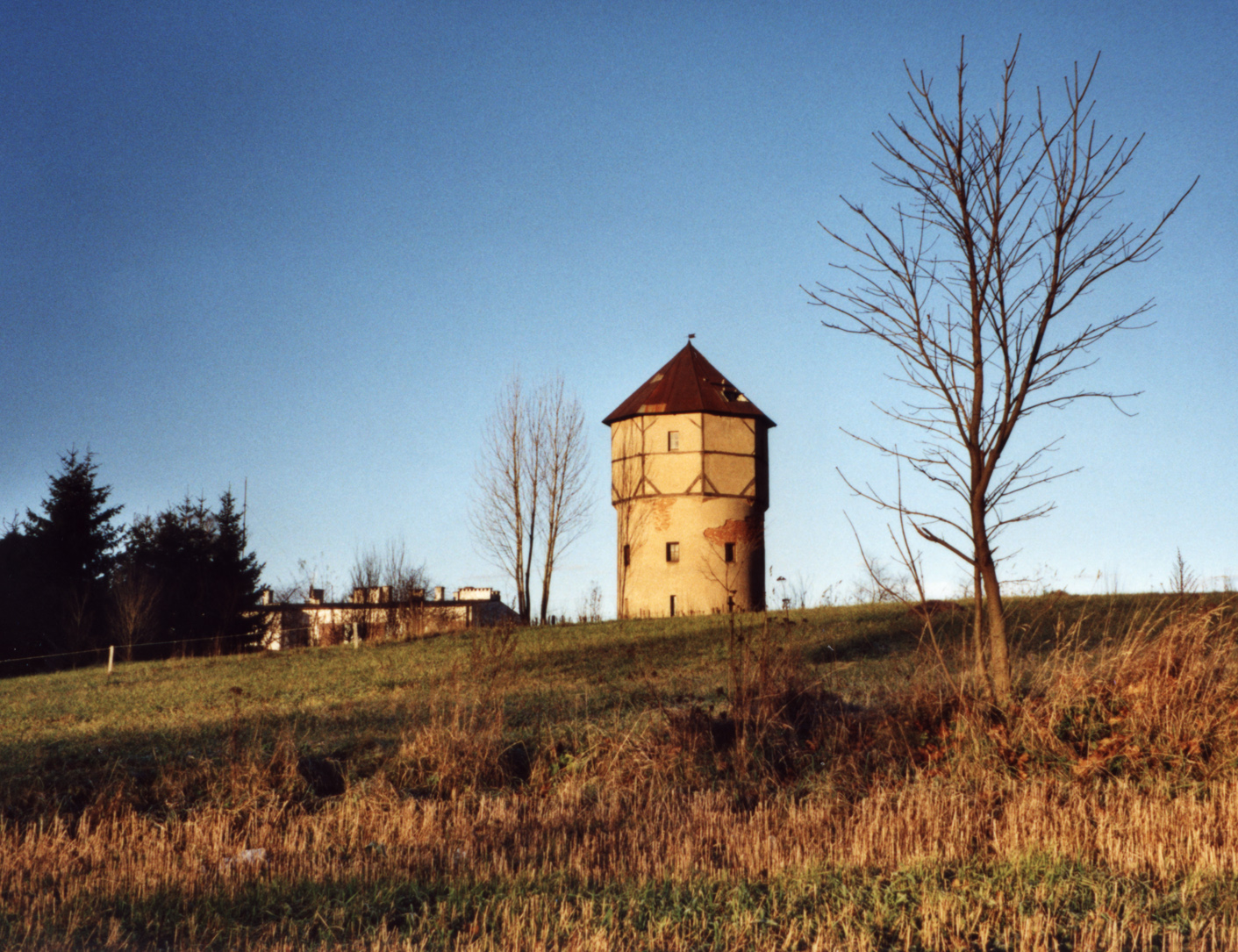
Wieża ciśnień

## Transport
Przez miasto przechodzą drogi:
- 528 Orneta - Miłakowo - Morąg
- 593 Miłakowo - Dobre Miasto - Jeziorany - Reszel

W przeszłości znajdowała się tu stacja kolejowa.